# Dong Dong
Dong Dong (Zhengzhou, 13 april 1989) is een Chinees gymnast die uitkomt in de gymnastiekdiscipline trampolinespringen. Dong is drievoudig medaillewinnaar op de Olympische Zomerspelen, hij behaalde brons in 2008, goud in 2012 en zilver in 2016.

## Resultaten
- Wereldkampioenschappen trampolinespringen 2007 in Quebec  met het team
- Wereldkampioenschappen trampolinespringen 2007 in Quebec  individueel
- Olympische Zomerspelen 2008 in Peking  individueel
- Wereldkampioenschappen trampolinespringen 2009 Sint-Petersburg  individueel
- Wereldkampioenschappen trampolinespringen 2009 Sint-Petersburg  met het team
- Wereldkampioenschappen trampolinespringen 2010 Metz  individueel
- Wereldkampioenschappen trampolinespringen 2010 Metz  in het synchroon
- Wereldkampioenschappen trampolinespringen 2011 Birmingham  in het synchroon
- Wereldkampioenschappen trampolinespringen 2011 Birmingham  individueel
- Wereldkampioenschappen trampolinespringen 2011 Birmingham  met het team
- Olympische Zomerspelen 2012 in Londen  individueel
- Wereldkampioenschappen trampolinespringen 2013 Sofia  individueel
- Wereldkampioenschappen trampolinespringen 2013 Sofia  in het synchroon
- Wereldspelen 2013 in Cali  in het synchroon
- Wereldkampioenschappen trampolinespringen 2014 Daytona Beach  synchroon
- Wereldkampioenschappen trampolinespringen 2014 Daytona Beach  individueel
- Wereldkampioenschappen trampolinespringen 2015 Odense  in het synchroon
- Wereldkampioenschappen trampolinespringen 2015 Odense  met het team
- Olympische Zomerspelen 2016 in Rio de Janeiro  individueel
- Wereldspelen 2017 in Wrocław  in het synchroon
- Wereldkampioenschappen trampolinespringen 2018 Sint Petersburg  met het team
- Wereldkampioenschappen trampolinespringen 2018 Sint Petersburg  individueel
- Wereldkampioenschappen trampolinespringen 2019 Tokio  met het team
- Wereldkampioenschappen trampolinespringen 2019 Tokio  individueel

2000: Aleksandr Moskalenko ·
2004: Joeri Nikitin ·
2008: Lu Chunlong · 
2012: Dong Dong · 
2016: Vladsjislav Gantsjarov · 
2020: Ivan Litvinovitsj · 
2024: Ivan Litvinovitsj · 